# كارول ثورستون
كارول ثورستون (بالإنجليزية: Carol Thurston)‏ هي ممثلة أمريكية، ولدت في 27 سبتمبر 1920 في داكوتا الشمالية في الولايات المتحدة، وتوفيت في 31 ديسمبر 1969 في هوليوود في الولايات المتحدة.

## وصلات خارجية
- كارول ثورستون على موقع IMDb (الإنجليزية)
- كارول ثورستون على موقع قاعدة بيانات الفيلم (الإنجليزية)